# 瓦爾齊澳小鱂
瓦爾齊澳小鱂，為輻鰭魚綱鯉齒目鰕鱂亞目溪鱂科的其中一種，為亞熱帶淡水魚，分布於南美洲烏拉圭河上游流域，體長可達3.4公分，棲息在植被生長的潟湖淺水域，生活習性不明。

## 擴展閱讀
維基物種上的相關：瓦爾齊澳小鱂